# Túpolev Tu-95
El Túpolev Tu-95 (rus: Туполев Ту-95; denominació OTAN: Bear) és un bombarder estratègic de grans dimensions propulsat per quatre turbohèlices i que serveix com a plataforma de llançament de míssils. Emprengué el seu primer vol el 1952, entrà en servei amb l'Aviació de Llarg Abast de la Força Aèria Soviètica el 1956 i fou utilitzat en combat per primera vegada el 2015. Es preveu que presti servei en les Forces Aeroespacials de la Federació Russa com a mínim fins al 2040. El Tu-142 n'és una versió per a patrulla marítima, mentre que el Tu-114 n'és un derivat emprat com a avió de passatgers.
Té un abast d'uns 15.000 km. Va equipat amb quatre motors Kuznetsov NK-12 amb hèlices contrarotatòries. És l'únic bombarder estratègic propulsat per hèlices encara en servei. El Tu-95 és una de les aeronaus militars més sorolloses, en gran part perquè els extrems de les pales de les hèlices superen la velocitat del so. Les seves característiques ales en fletxa estan configurades a un angle de 35°. El Tu-95 és l'únic avió propulsat per hèlices i amb ales en fletxa que ha estat fabricat en grans quantitats.
El 30 d'octubre del 1961, un Tu-95 modificat transportà i deixà anar la Bomba Tsar, la bomba termonuclear més poderosa mai detonada.